# Muskegon
Muskegon is een plaats (city) in de Amerikaanse staat Michigan, en valt bestuurlijk gezien onder Muskegon County.

## Demografie
Bij de volkstelling in 2000 werd het aantal inwoners vastgesteld op 40.105.
In 2006 is het aantal inwoners door het United States Census Bureau geschat op 39.608, een daling van 497 (-1.2%). In 2010 bedroeg het inwonersaantal 38.401.
In 2019 werd het geschat op 36.565.

## Geografie
Volgens het United States Census Bureau beslaat de plaats een oppervlakte van
46,7 km², waarvan 37,2 km² land en 9,5 km² water.

## Plaatsen in de nabije omgeving
De onderstaande figuur toont nabijgelegen plaatsen in een straal van 12 km rond Muskegon.

## Geboren
- Heber Curtis (1872-1942), astronoom
- Haddon Sundblom (1899-1976), illustrator
- Burt Kennedy (1922-2001), filmregisseur, scenarioschrijver en producent
- Bettye LaVette (1946), soulzangeres
- Iggy Pop (1947), rock- en punkzanger
- Ronald Yates (1947), componist, muziekpedagoog en dirigent
- David Leestma (1949), astronaut